# Maria di Gesù Deluil-Martiny
Maria di Gesù, al secolo Marie Deluil-Martiny (Marsiglia, 28 maggio 1841 – Marsiglia, 27 febbraio 1884), è stata una religiosa francese, fondatrice della congregazione delle Figlie del Cuore di Gesù.

## Biografia
Educata presso un monastero di visitandine, si pose sotto la direzione spirituale dei gesuiti ed entrò nella guardia d'onore del Sacro Cuore, un'associazione sorta per riparare alle offese degli uomini al Cuore di Gesù, e indusse anche Maddalena Sofia Barat a iscriversi.
Emise privatamente il voto di castità e, dopo la morte della madre, fondò una comunità monastica di suore espiatrici per l'adorazione del Sacro Cuore di Gesù. Venne assassinata dal giardiniere anarchico del monastero.

## Il culto
La sua causa di canonizzazione è stata introdotta il 25 maggio 1921: dichiarata venerabile il 23 ottobre 1987, è stata proclamata beata da papa Giovanni Paolo II il 22 ottobre 1989, in occasione della giornata missionaria mondiale.
La sua memoria liturgica ricorre il 27 febbraio.